# Ivan Hončarenko
Ivan Grigorjevič Gončarenko (ukrajinsky Гончаренко Іван Григорович, rusky Гончаренко, Иван Григорьевич; 1920 Sušilino, Bělopolský okres, Sumská oblast, 9. května 1945 Praha) byl sovětský důstojník, poručík ukrajinské národnosti, který bojoval ve Velké vlastenecké válce. Jako příslušník Rudé armády, tankové brigády generála Leljušenka padl při Pražském povstání v boji o Mánesův most.

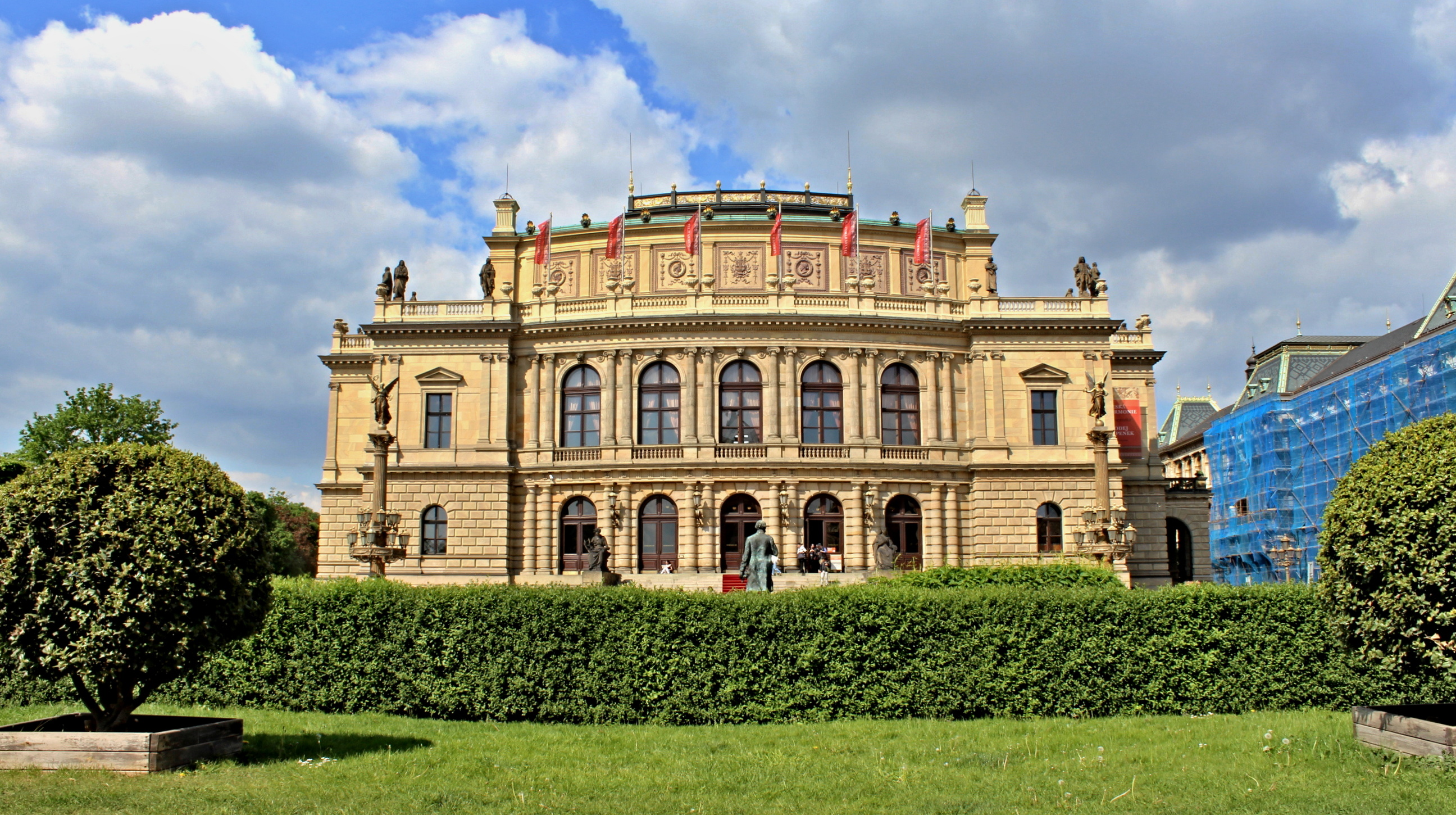
Park před Rudolfinem, kde byl první Gončarenkův hrob

## Život
Absolvoval střední školu, oženil se s Aleksandrou Matvějevnou (která válku přežila) a v roce 1940 jako komsomolec dobrovolně nastoupil do armády. Vystudoval Blagoveščenskou vyšší důstojnickou školu pro tankisty a roku 1941 narukoval do války. Jako příslušník Rudé armády byl zařazen do tankové brigády na střední frontě, začínal jako mechanik.
Od roku 1944 byl Hončarenko velitelem tanku typu T-34/85, číslo I-24 u prvního tankového praporu 63. gardové tankové brigády „Čeljabinsk“ generála Leljušenka, 10. gardového dobrovolnického tankového sboru Ural-Lvov. Jeho tank patřil do trojice tanků průzkumné čety Burakov-Hončarenko-Kotov, která během Pražské operace v noci z 8. na 9. květen 1945 pod velením poručíka L. E. Burakova vjela do Prahy jako první.
Němci podepsali 8. května v Praze bezpodmínečnou kapitulaci, a většina se jich z Prahy stáhla v noci z 8. na 9. května. Jedna opozdilá německá jednotka vyzbrojená samohybnými děly Hetzer přenocovala v Praze na Klárově. Tři jmenované sovětské tanky se čtvrtým velitele Tonkonoga vyjely jako průzkum od Pražského hradu Chotkovou silnicí s úkolem obsadit Mánesův most a zajistit přístup hlavních sil tankové brigády do centra města. Přes varování českých povstalců sovětské tanky vjely přímo před hlavně německých samohybných děl, z nichž minimálně jedno zahájilo palbu. Ostatní se stahovaly přes Mánesův most. První k nim přijel tank Ivana Hončarenka, následovaný tanky Leonida Burakova, Pavla Kotova a Alexandra Tonkonoga. Hončarenko byl vysunutý z velitelského poklopu na věži. Zabily jej střepiny a tlaková vlna z exploze německého protitankového granátu, který sklouzl po pancíři věže jeho tanku a zasáhl dům v jeho blízkosti. Osádka tank po smrti velitele okamžitě opustila. Další přijíždějící sovětské tanky zničily jedno z německých samohybných děl, dvě zůstala na Klárově opuštěná bez osádek, ostatní ujela. Takto události popsali přeživší členové posádky Hončarenkova tanku při své návštěvě Prahy v roce 1965.

## Gončarenkův tank

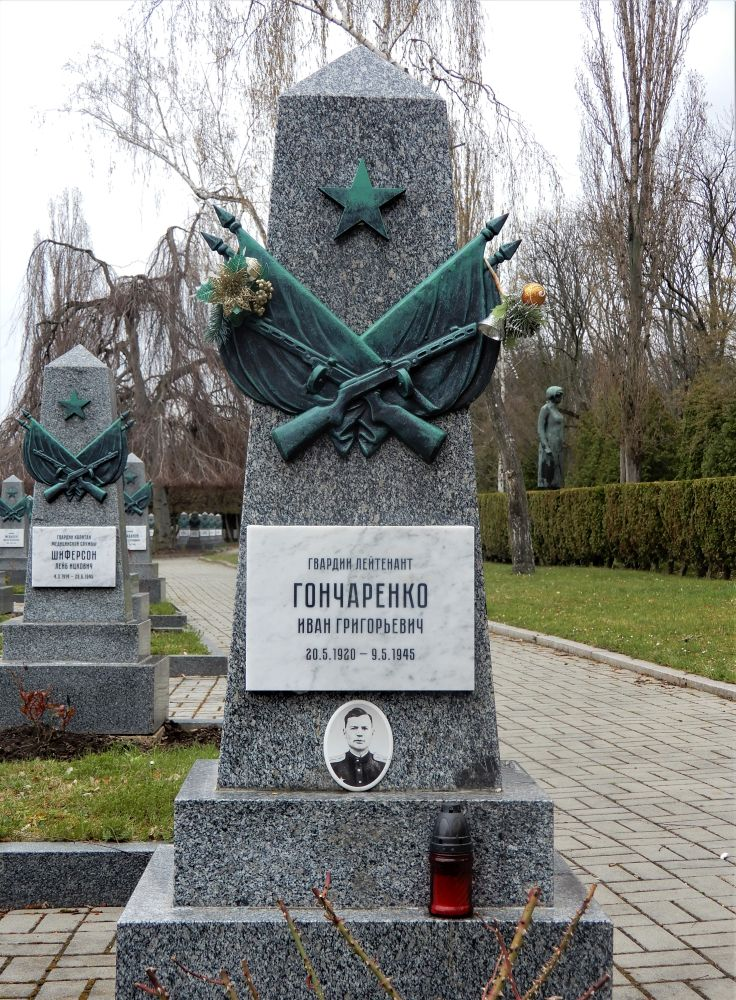
Gončarenkův hrob, vojenské pohřebiště Rudé armády, Olšanské hřbitovy v Praze

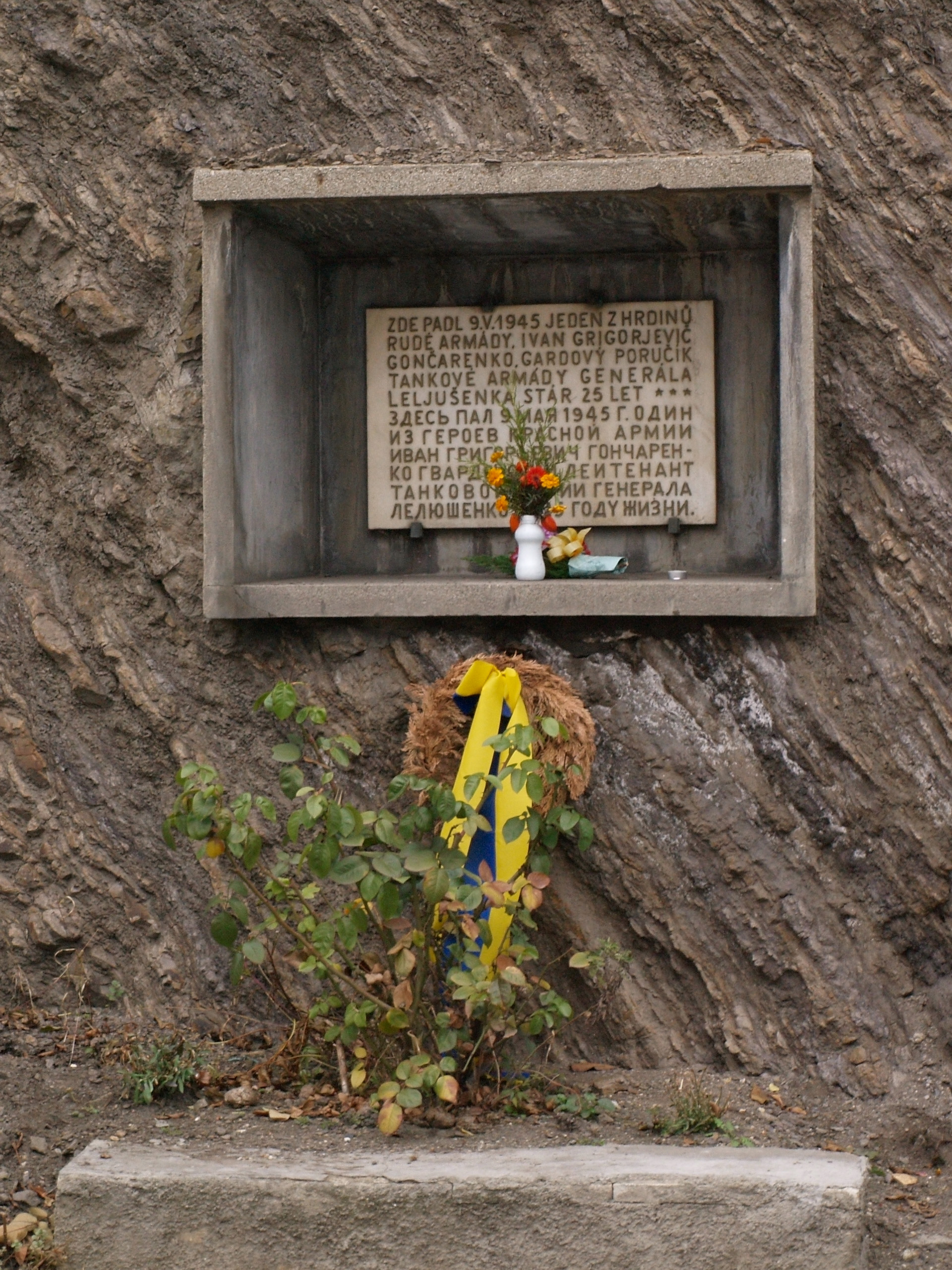
Pamětní deska ve skále na Klárově

Hončarenkův zdemolovaný tank nemohl být přejmenován na tank č. 23, ani vztyčen jako pomník na Smíchově, protože byl troskou. Kromě toho šlo o tank střední velikosti, zatímco nový tank, který dal generál Leljušenko přivézt jako dar Čechům, patřil k největším. Ten pak byl roku 1991 přemalován na růžovo a později odstěhován do Vojenského technického muzea v Lešanech, kde je vystaven dosud.

## Vyznamenání
- Řád rudé hvězdy – udělen roku 1944
- Řád vlastenecké války I. stupně – udělen posmrtně

## Hrob a památník
Nápisová pamětní deska I. Hončarenkovi byla zasazena do výklenku vytesaného v břidlicové skále na Klárově, nedaleko místa, kde Hončarenko zemřel.
Pohřben byl do hromadného hrobu na Starém Městě uprostřed parku na tehdejším Smetanově náměstí, které bylo na počest padlých sovětských vojáků roku 1952 přejmenováno na Náměstí Krasnoarmějců. Hrob byl až do roku 1989 vyznačen pamětní deskou a záhonem ve tvaru pěticípé hvězdy, osazovaným rudými růžemi, karafiáty nebo tulipány. 20. prosince roku 1989 bylo náměstí přejmenováno na Náměstí Jana Palacha a v roce 1998 v souvislosti s projektem podzemních garáží hrob zrušen a ostatky všech vojáků přeneseny na vojenské pohřebiště sovětských vojáků na Olšanských hřbitovech.